# Tres Lagos
Tres Lagos és un dels tres municipi del departament Lago Argentino, a la província de Santa Cruz de l'Argentina. Està situat entre tres grans llacs glacials: el llac San Martín, el Tar i el Viedma, a la riba del riu Chalía, afluent del riu Chico i al mig de l'àrida estepa patagona.
La zona coneguda avui dia com a Tres Lagos era poblada pels Aonikenk (Tehueltxes del sud), poble nòmada caçador-recol·lector que habitava des del riu Chico fins l'estret de Magallanes. No va ser fins a l'últim terç del segle xix que el govern argentí emprengué l'exploració i conquesta d'aquelles terres, en concret l'actual zona on s'ubica el poblat fou explorada per Perito Moreno els anys 1876 i 1877. A principis del segle xx, la patagònia esdevé una important regió ramadera especialitzada en la producció d'oví per a la producció de llana. Aquesta llana produïda en les "estancies" de l'interior s'havia de transportar fins al port del poblat Comandante Luis Piedrabuena per a l'exportació. Tres Lagos era una cruïlla obligada per al transport, ja que s'hi unien diverses vies de comunicació (les actuals rutes nacionals 40, que recorre paral·lela els Andes i la ruta nacional 288, que uneix aquesta última amb el port de Comandante Luis Piedrabuena).
Les llargues distàncies entre feien que el transport de les mercaderies es pogués allargar fins un mes. L'any 1925, Fausto Vallina construï una ferreteria per donar servei a aquests transportistes, donant origen el poble actual. Poc a poc s'anaren construint diferents establiments i cases i es batejà el poble com a Piedra Clavada, per la proximitat amb el monument natural homònim.
L'any 1937, quan tan sols hi vivien 7 pobladors, rebé el reconeixement oficial coma poble i es rebatejà com a Tres Lagos, per la seva proximitat als tres Llacs abans esmentats. Finalment el 3 d'agost de 1973 rebé el reconeixement com a municipi via Llei Provincial.
| Població | 7 | 176 | 186 | 282 | 341 |